# حفيت للقطارات
حَفيت للقطارات هي شركة نقل بالسكك الحديدية تأسست بهدف ربط دولة الإمارات العربية المتحدة وسلطنة عُمان عبر شبكة قطارات. تُعتبر الشركة مشروعًا مُشتركًا بين كل من شركة الاتحاد للقطارات وشركة عُمان للقطارات وشركة مبادلة للاستثمار، ويهدف المشروع إلى ربط شبكة الاتحاد للقطارات في مدينة العين بميناء صحار. وقد أُطلق اسم "حَفيت" على المشروع نسبةً إلى جبل حفيت الذي يقع على الحدود بين دولة الإمارات العربية المتحدة وسلطنة عُمان.

## التاريخ
أُعلن عن تأسيس المشروع المشترك في البداية عام 2022 تحت اسم "شركة عُمان والاتحاد للقطارات". وفي 23 أبريل 2024، أعلنت الشركة عن تغيير علامتها التجارية إلى "حَفيت للقطارات" وحصولها على موافقة المساهمين للمضي قُدمًا في أعمال الإنشاء، بما في ذلك توقيع عقد بقيمة 1.5 مليار دولار أمريكي لتصميم وإنشاء خط السكك الحديدية. بدأت الأعمال التحضيرية في مايو 2024. وفي حال تم تنفيذ هذا المشروع، سيُمثل هذا الخط أول جزء دولي من مشروع سكة حديد الخليج الذي تم التخطيط له مُسبقًا.

## المواصفات
سيمتد خط السكك الحديدية الجديد لمسافة 303 كيلومترًا، وتُقدر تكلفة المشروع بحوالي 3 مليارات دولار أمريكي. ستسير القطارات بسرعة تصل إلى 200 كيلومترًا في الساعة، وستكون قادرة على استيعاب ما يصل إلى 400 راكب، حيث ستستغرق الرحلة من أبوظبي إلى صحار 100 دقيقة.